# 荷蘭加勒比區
荷兰加勒比区（荷蘭語：Caribisch Nederland）是属于荷蘭本土的三個公共实体：博奈爾、聖尤斯特歇斯和薩巴的集體名稱，又稱BES群島，其地名已在國際標準化組織的ISO 3166-1國際標準註冊。
博奈爾位於荷蘭王國二個構成國阿魯巴及庫拉索以東，委內瑞拉近岸。聖尤斯特歇斯和薩巴位於荷蘭王國構成國荷屬聖馬丁以南，獨立國家聖基茨和尼維斯之西北。這三個地區原本為荷属安的列斯一部份，2010年10月10日荷属安的列斯解体後，庫拉索和荷屬聖馬丁分別成為荷蘭王國的構成國，各自擁有獨立的內部自治權。而餘下的三個荷屬安的列斯島嶼直接拼進荷蘭本土，成為荷蘭加勒比區。荷兰加勒比区全數人口共二萬五千人，面積322平方公里。

## 行政
荷兰加勒比区依荷蘭法律定義為公共實體（openbare lichamen）。三個特別行政區（Bijzondere gemeenten），擁有一般荷蘭本土市政府功能。各島政府由一名市長（gezaghebber）及市內閣（bestuurscollege）組成，向各島公民選出的岛屿委员会問責。荷兰加勒比区國家辦公室（Rijksdienst Caribisch Nederland）則負責稅務、治安、入出境、教育、社會福利。
在歐盟裏，荷蘭王國歐洲以外部份被視為歐盟的「域外國家和領地」（landen en gebiedsdelen overzee）使它們可參與部份歐盟事務。博奈爾、聖尤斯特歇斯和薩巴的公民，都具荷蘭王國國籍，並同時都是歐盟公民。三地居民擁有島議會、荷蘭國會、歐洲議會選舉的投票權。
| 旗幟         | 名稱         | 首府         | 面積 (km²) | 人口 (2014年) | 人口密度 (/km²) |
| ------------ | ------------ | ------------ | ---------- | ------------- | --------------- |
| 博奈尔       | 博奈尔       | 克拉伦代克   | 288        | 18,905        | 66              |
| 圣尤斯特歇斯 | 圣尤斯特歇斯 | 奥拉涅斯塔德 | 21         | 3,877         | 185             |
| 薩巴         |              | 博托姆       | 13         | 1,811         | 139             |
| 總計         | 總計         | 總計         | 322        | 24,593        | 76              |

## 地理

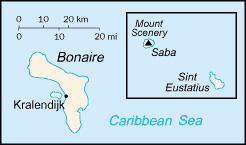
地圖爲波奈、薩巴及聖佑達修斯。
荷蘭本土與荷屬加勒比的相對距離。
荷蘭加勒比區是荷蘭管轄下的領土

- 波奈是ABC群島的一部分，位於委內瑞拉海岸外的背風群島；
- 薩巴和圣尤斯特歇斯則屬於SSS群島。兩島位於波多黎各及處女群島以東。雖然在一般英語語境下，該兩島屬於背風群島，但在本地的法語、西班牙語、荷蘭語及英語中，其被視爲向風群島一部分。向風島鏈中的島嶼通常都由火山運動組成，多山導致適合農業發展的地方相當有限。薩巴擁有全荷蘭王國的最高山峰——西內里山 (887米高)

### 氣候
荷屬列島皆位於熱帶，全年高溫；背風群島部分又較向風群島部份溫暖且乾燥。另外，向風群島在夏天時會受颶風侵害。

## 法定貨幣
自2011年，停止使用荷屬安的列斯盾，改採用美元為法定貨幣。

## 通訊
荷兰加勒比区與兩個荷蘭王國成員國：庫拉索和聖馬丁共享用一個國際電話區號－599。互聯網號碼分配局已預留一個國家及地區頂級域－.bq，供日後使用。

## 外部連結
- 荷兰加勒比区國家辦公室 （页面存档备份，存于）
- 博奈爾政府官方網站
- 薩巴政府官方網站
- 聖尤斯特歇斯政府官方網站 （页面存档备份，存于）